# Доменикино
Доменико Дзампиери (или Доменикино) (21 октомври 1581–15 април, 1641), е известен италиански бароков художник от прочутата Болонска школа или „Школата на братя Карачи“.

## Биография и творчество
Роден в Болоня, син на обущар, пъровначално чиракува при Денис Калверт. След това посещава школата на Карачи. През 1601 г. заминава за Рим, ставайки един от най-прочутите възпитаници на тази школа и започва да работи редом с такива негови негови съвременници, като Франческо Албани, Гуидо Рени и Джовани Ланфранко.
Наречен е Доменикино (малкия Доменико), поради ниския си ръст.
Най-известните му картини са „Диана на лов“, „Убийството на Свети Петър Мъченик“, „Свети Себастиян“, „Адам и Ева“. Пресъздава три митологични сцени като стенописи в градинската лоджия на двореца Фарнезе в Рим.
След смъртта на единия от братята Карачи – Анибале, римската арт сцена се доминира от Доменикино и неговите ученици. Между по-известните му ученици са Франческо Коза, Джовани Черини, Франческо Грималди.

## Галерия
- Портрет на Гуидо Рени, 1603–1604
- Последното причастие на св. Йероним, 1614, Пинакотека на Ватикана
- Детайл от Диана и нейните нимфи, 1616–1617
- Света Сесилия с ангел, Лувър, ок. 1617
- Евангелист Йоан, 1621–1629